# إرنو كيلر
إرنو كيلر (بالمجرية: Killer Ernő)‏ هو مجدف مجري، ولد في 1881 في تستس ‏ في المجر، وتوفي في 12 ديسمبر 1926.

## وصلات خارجية
- إرنو كيلر على موقع الاتحاد الدولي للتجديف (الإنجليزية)
- إرنو كيلر على موقع أوليمبيديا (الإنجليزية)